# Amoco Cadiz
Die Amoco Cadiz war ein Öltanker der US-amerikanischen Amoco Oil Corporation. Unter liberianischer Flagge fahrend kollidierte sie am 16. März 1978 mit einem Felsen an der Küste der Bretagne (Frankreich) und zerbrach in drei Teile, was zum sechstgrößten Ölunfall der Geschichte führte. Die Ladung von 223.000 Tonnen Rohöl sowie der Bunker-C-Treibstoff gelangten ins Meer.

## Geschichte
Die Amoco Cadiz wurde auf der spanischen Werft Astilleros Espanoles S.A. in Cádiz als Schwesterschiff der Amoco Milford Haven erbaut, die ihrerseits 1991 explodierte und sank. Nach dem Stapellauf im November 1973 wurde sie im Juni 1975 für das amerikanische Unternehmen Amoco in Dienst gestellt.

### Havarie vor der bretonischen Küste
Koordinaten: 48° 36′ 0″ N, 4° 46′ 0″ W
| Ort der Havarie |

Am 16. März 1978 war die Amoco Cadiz auf der Fahrt vom Persischen Golf nach Rotterdam. Bereits am Morgen trat ein kleineres Problem an Bord auf. Zu dessen Behebung änderte der Kapitän den Kurs und kam der Küste damit bereits näher als vorgesehen. Als der Tanker wieder in den Verkehr eingefädelt werden sollte, musste die Besatzung mehreren kleinen Schiffen, die entgegen der vorgesehenen Fahrtrichtung unterwegs waren, ausweichen, so dass eine Kursabweichung blieb. Während das Schiff gegen 09:45 Uhr in das Verkehrstrennungssystem vor Ouessant („Rail d’Ouessant“) an der westlichen Spitze der Bretagne einfuhr, fiel die Ruderanlage aus. Zu diesem Zeitpunkt herrschte westlicher Wind bei Stärke 7, der sich später noch auf Orkanstärke steigern sollte. Der Kapitän reagierte auf den Ruderausfall, indem er das Schiff stoppte und als Signal, dass das Schiff manövrierunfähig war, zwei schwarze Bälle aufziehen ließ. Außerdem setzte er über Funk eine Warnung an andere Schiffe ab.
Da Ruderausfälle nicht unbedingt als etwas Besonderes angesehen wurden, versuchte die Besatzung zunächst, den Schaden zu reparieren, obwohl sich die Amoco Cadiz nur 24 km vor der Küste befand. Erst gegen 11:20 Uhr wurde ein Schlepper angefordert, nachdem sich herausgestellt hatte, dass der Schaden (eine gebrochene Hydraulikleitung) durch die Reparaturversuche noch vergrößert worden und der nun völlige Ausfall der Steuerung auf See nicht zu beheben war. Ein Notruf wurde nicht abgesetzt.
Etwa eine Stunde später traf der deutsche Hochseeschlepper Pacific ein. Er war jedoch zu schwach, um die Amoco Cadiz unter diesen Wetterbedingungen sicher zur Reparatur in einen Hafen zu ziehen. Ein stärkerer Schlepper, die Simson, war zwar unterwegs, ihr Eintreffen wurde aber erst für Mitternacht erwartet. Hinzu kamen Streitigkeiten zwischen den beiden Kapitänen über den Bergungsvertrag und die Kosten. Aufgrund der prekären Notlage fügte der Tankerkapitän sich den Forderungen seines Kollegen von der Pacific. Gegen 14:05 Uhr begann der Schleppvorgang. Man versuchte, den Havaristen mit dem Bug in den Wind zu drehen, damit er sich mit dem eigenen Antrieb von der Küste entfernen oder zumindest auf Abstand halten konnte. Gegen 16:15 Uhr, etwa 6 sm vor der Küste, war die Schlepptrosse zur Pacific gerissen. Daraufhin versuchte der Kapitän des Tankers, mit eigener, voller Kraft rückwärts das Schiff von der Küste wegzuziehen. Das Schiff drehte sich in die Windrichtung, mit dem Bug zur Küste. Ein zwischen 19 und 20 Uhr erneut unternommener Versuch, das Heck des Tankers mit der Pacific zu verbinden, scheiterte. Da dieses Manöver einen Stillstand der Schiffsschraube der Amoco Cadiz erforderte, driftete diese derweilen weiter auf die Küste zu.
Kurz nach 20 Uhr, nur noch 1,3 sm vor der Küste, warf der Tankerkapitän den Backbordanker, obwohl er annahm, dass dieser wegen des felsigen Untergrundes abreißen würde. Nun gelang es, eine Trosse zwischen Tanker und Schlepper zu befestigen und einen erneuten Schleppvorgang zu beginnen. Aber auch das brachte das Schiff nicht zum Stillstand. Der Steuerbordanker konnte nicht mehr geworfen werden, da die Steuerung für die Ankermaschine ausfiel.
Daraufhin rammte die Amoco Cadiz gegen 21:04 Uhr einen Felsen vor der Küste von Portsall, einem Ortsteil von Ploudalmézeau, ca. 24 km nordöstlich der Insel Ouessant. Wasser drang ein, Explosionsgefahr machte die völlige Stilllegung der Bordelektrik notwendig und verhinderte das Senden eines Notrufs über die Bordfunkanlage. Der Seegang spülte den Havaristen noch einmal frei; eine halbe Stunde später saß er jedoch endgültig auf dem Riff fest. Die Besatzung wurde, nachdem ihr Rettungsboot beim Aussetzen in der Dunkelheit verloren ging, mit Hubschraubern evakuiert. Gegen Mitternacht brach das Schiff im hinteren Drittel, kurz vor den Deckaufbauten, auseinander. Eine Woche später zerbrach es auch zwischen dem ersten und zweiten Viertel.

### Bekämpfung und Folgen der Katastrophe
Das auslaufende Rohöl sowie der Schiffstreibstoff verseuchten in den nächsten Wochen die Gewässer und mehr als 350 Kilometer der Küsten Nordwestfrankreichs. Das Katastrophenmanagement war mit einer derartigen Ölmenge überfordert, da es nach der Havarie der Torrey Canyon auf eine Ölpest mit maximal etwa 30.000 t ausgelaufenem Öl vorbereitet war. Auch waren die dafür bereitgehaltenen Gerätschaften über große Entfernungen entlang der Küste verteilt stationiert und mussten erst mehr oder weniger weit zur Unglücksstelle transportiert werden. Die Koordination wies viele Schwachstellen auf. Das Gebiet, in welches der Tanker hineingetrieben wurde, war wegen des dichten, unübersichtlichen Nebeneinanders von flachen und tiefen Stellen für die Großschifffahrt völlig ungeeignet. Tanker, auf welche die Ladung der Amoco Cadiz umgepumpt werden sollte, konnten das Wrack wegen dieser zahlreichen, nur ungenau in den Seekarten eingezeichneten Untiefen nicht erreichen.
Um ein unkontrolliertes, langwieriges Austreten des Öls zu verhindern, wurden, als das Schiff und die Ladung nicht mehr zu retten waren, sämtliche Tankluken geöffnet und der Tanker knapp zwei Wochen nach der Strandung sogar beschossen. Drei Tage nach dem Rammen des Felsens waren bereits über 80.000 t, nach etwa 19 Tagen nahezu die gesamte Ölladung ins Meer gelangt. 74.000 t davon verblieben im Meer, 80.000 t verseuchten die Küste. Die restlichen etwa 30 % verdunsteten.
Die französische Regierung und die betroffenen Gemeinden verklagten die Amoco-Gesellschaft in den Vereinigten Staaten. Nach 14 Jahren erhielten sie 1,257 Milliarden Francs (190 Millionen Euro), weniger als die Hälfte der von ihnen geforderten Summe.
Als Folge dieses katastrophalen Schiffsunfalls wurde 1978 in Paris ein „Memorandum of Understanding on Port State Control“ (kurz: Paris MoU) unterzeichnet und die Hafenstaatkontrolle begründet, um eine Sicherheitskultur in der Schifffahrt wirksamer durchsetzen zu können.

### Heutige Situation
Mittlerweile gilt das Wrack der Amoco Cadiz als ereignisreicher Tauchplatz vor der bretonischen Küste. Dabei sind nur das Mittelstück und das Heck zu betauchen. Das Vorschiff ist nach einem Sturm verschwunden und wurde bisher nicht wiedergefunden.

## Galerie

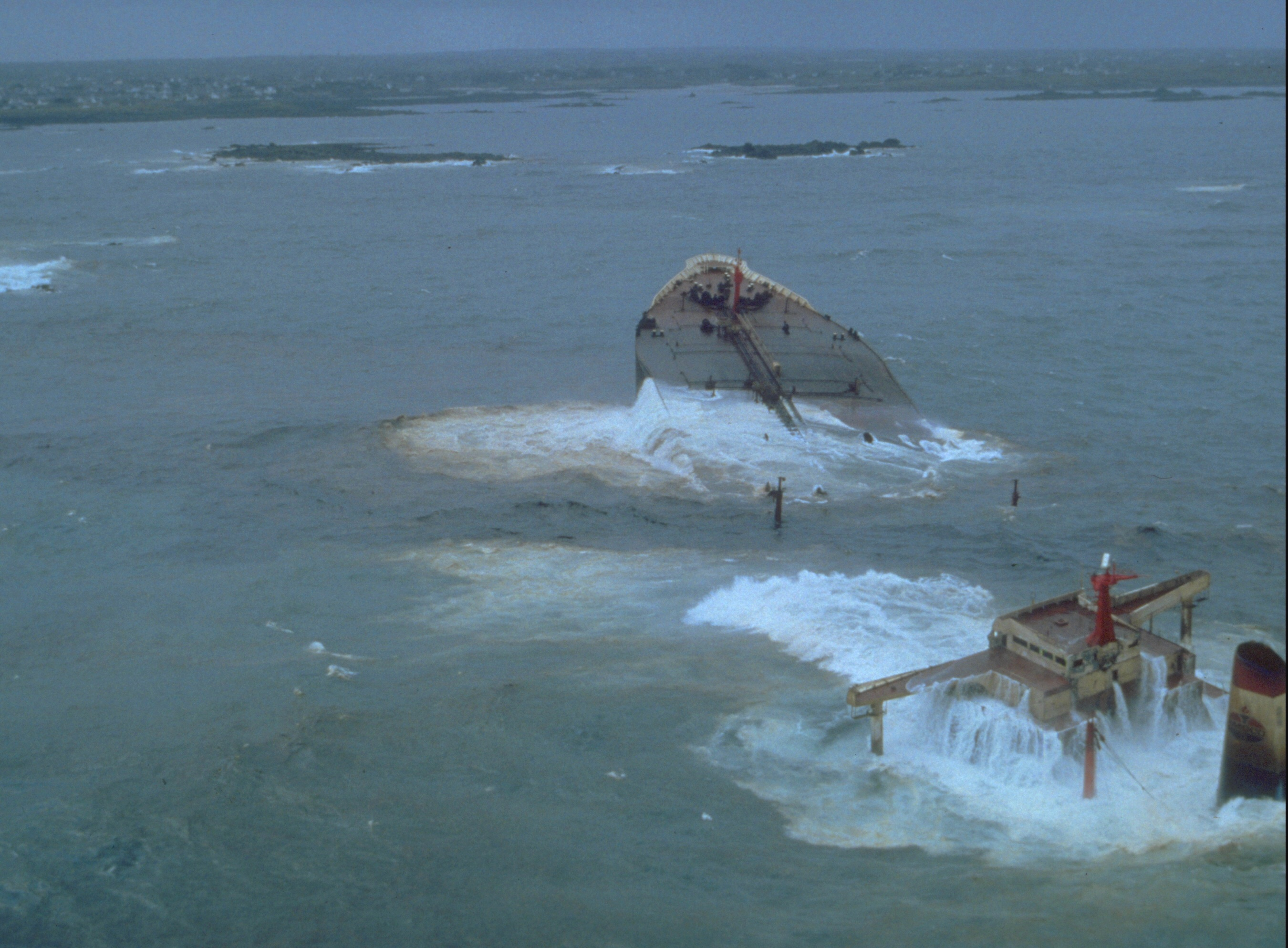
Wrack der Amoco Cadiz vor der Küste der Bretagne
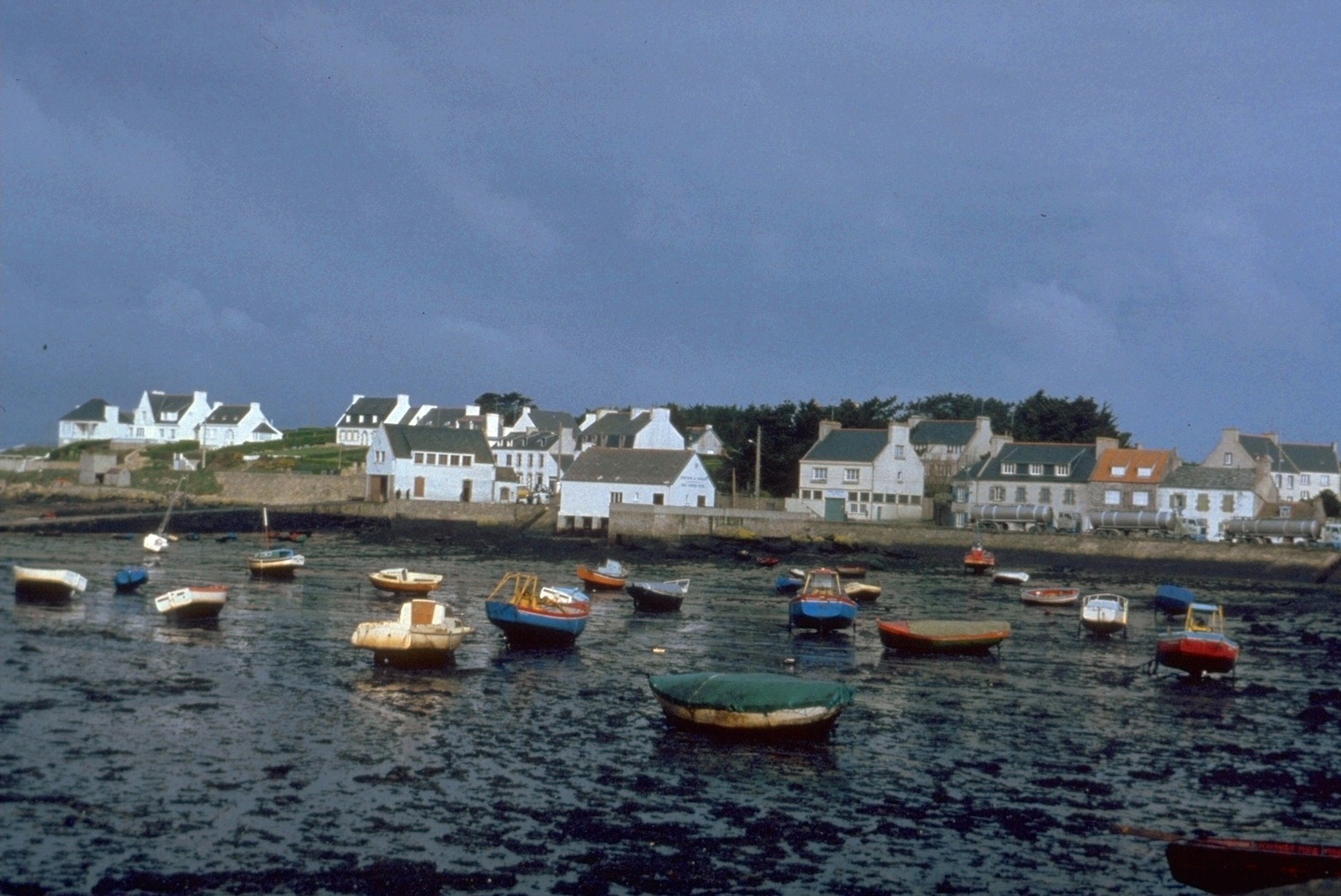
Ölverschmutzung im März 1978
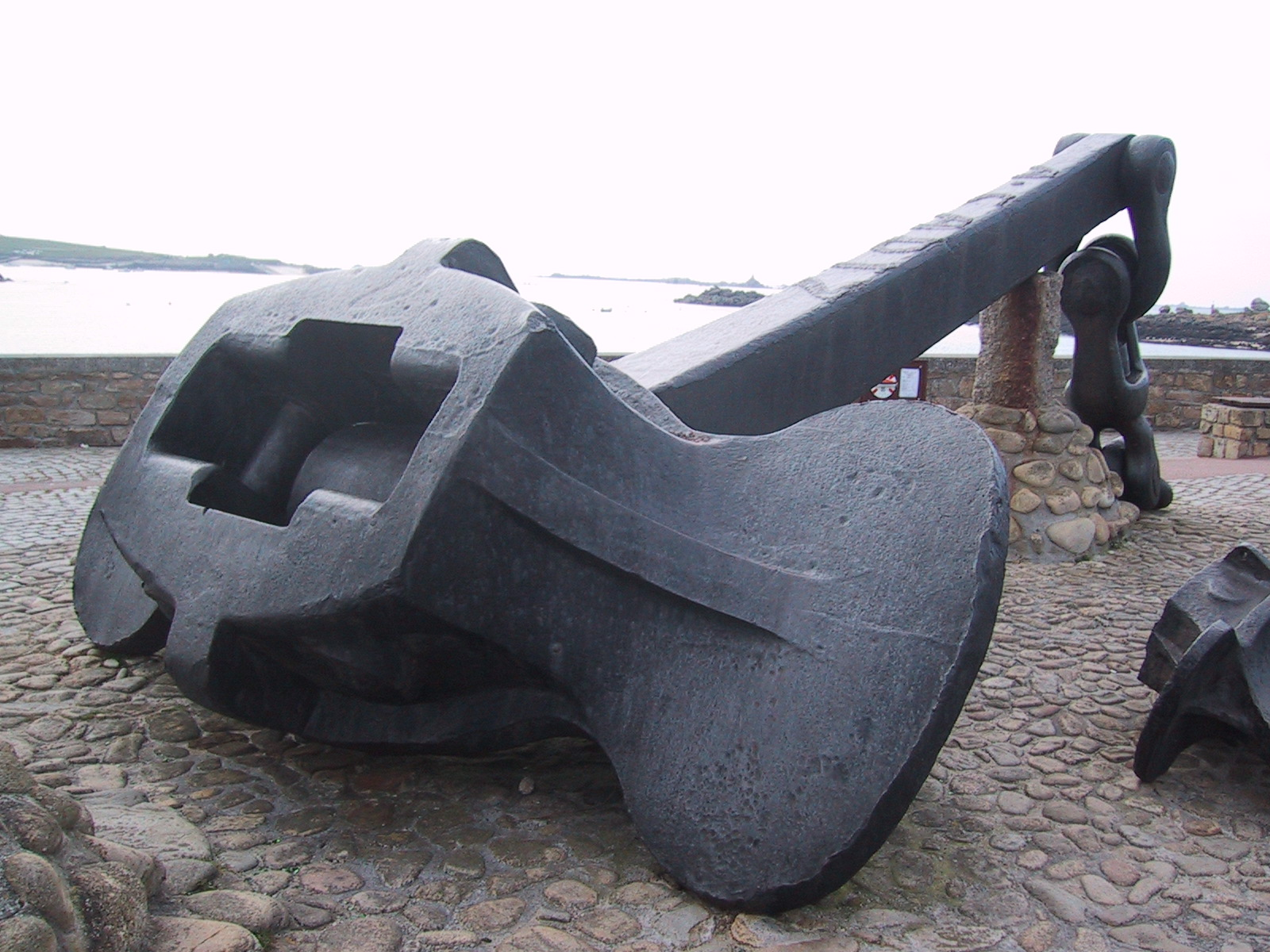
Anker der Amoco Cadiz in Portsall